# Багров Дмитро Володимирович
Дмитро Володимирович Багров (нар. 10 травня 1976) — російський та український футболіст, захисник.

## Життєпис
Вихованець СДЮШОР «Дніпро-75» (Дніпропетровськ). У сезонах 1994 та 1995 провів шість матчів у другій російській лізі за «Орєхово». У сезоні 1994/95 років зіграв 22 матчі в чемпіонаті Білорусі за «Шахтар» (Солігорськ) та по одному матчу у третій лізі за «Граніт» (Мікашевичі) та «Оресу» (Любань). 1996 року грав за російські аматорські клуби «Авангард» (Електросталь) та «Спартак» (Луховиці), а наступного сезону виступав за «Спартак» у третій лізі. Сезони 1997/98 – 1988/99 провів у другій лізі України в складі «Металурга» (Новомосковськ). З 2000 року – гравець нижчолігових клубів Німеччини.